# Crook County (Wyoming)
Crook County ist ein County im US-Bundesstaat Wyoming. Bei der Volkszählung 2020 hatte Crook County 7181 Einwohner. Der Verwaltungssitz (County Seat) ist Sundance.

## Geschichte
Das County wurde im Jahre 1875 gegründet.

## Geographie
Das Crook County bedeckt eine Fläche von 7435 Quadratkilometern, davon sind 31 Quadratkilometer Wasserflächen, hier liegt auch das Devils Tower National Monument. Der 901 Kilometer lange Little Missouri River hat hier seinen Ursprung. Das County grenzt im Uhrzeigersinn an die Countys: Carter County (Montana), Lawrence County (South Dakota), Butte County (South Dakota), Weston County, Campbell County und Powder River County (Montana).

## Demografische Daten

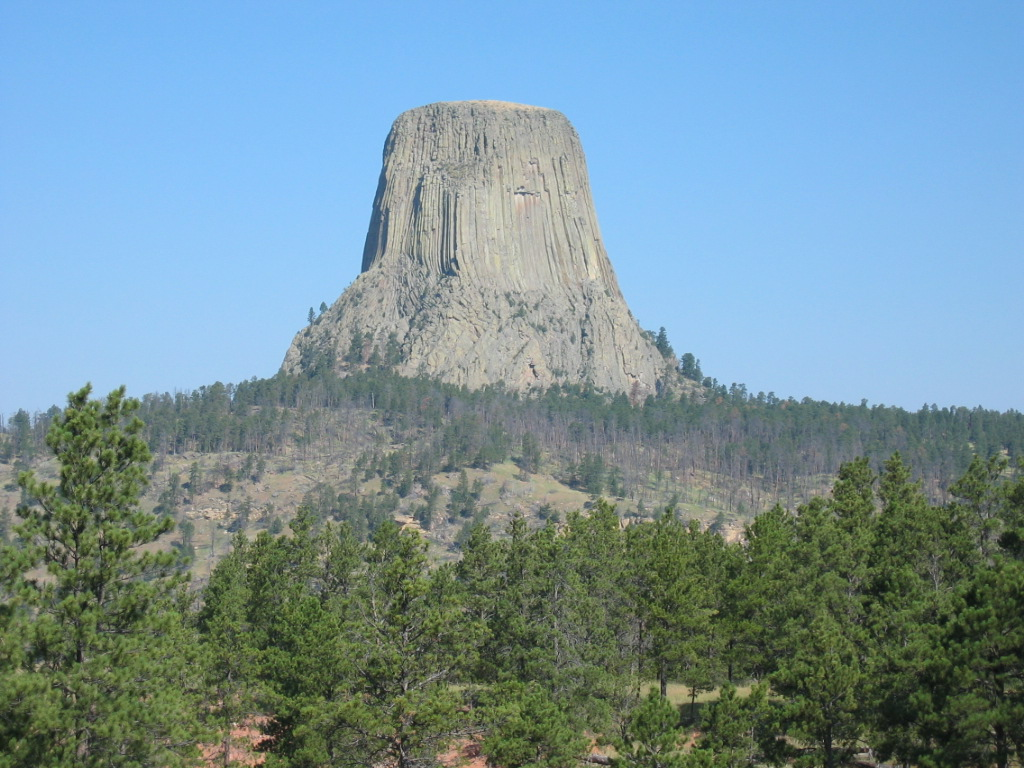
Devils Tower

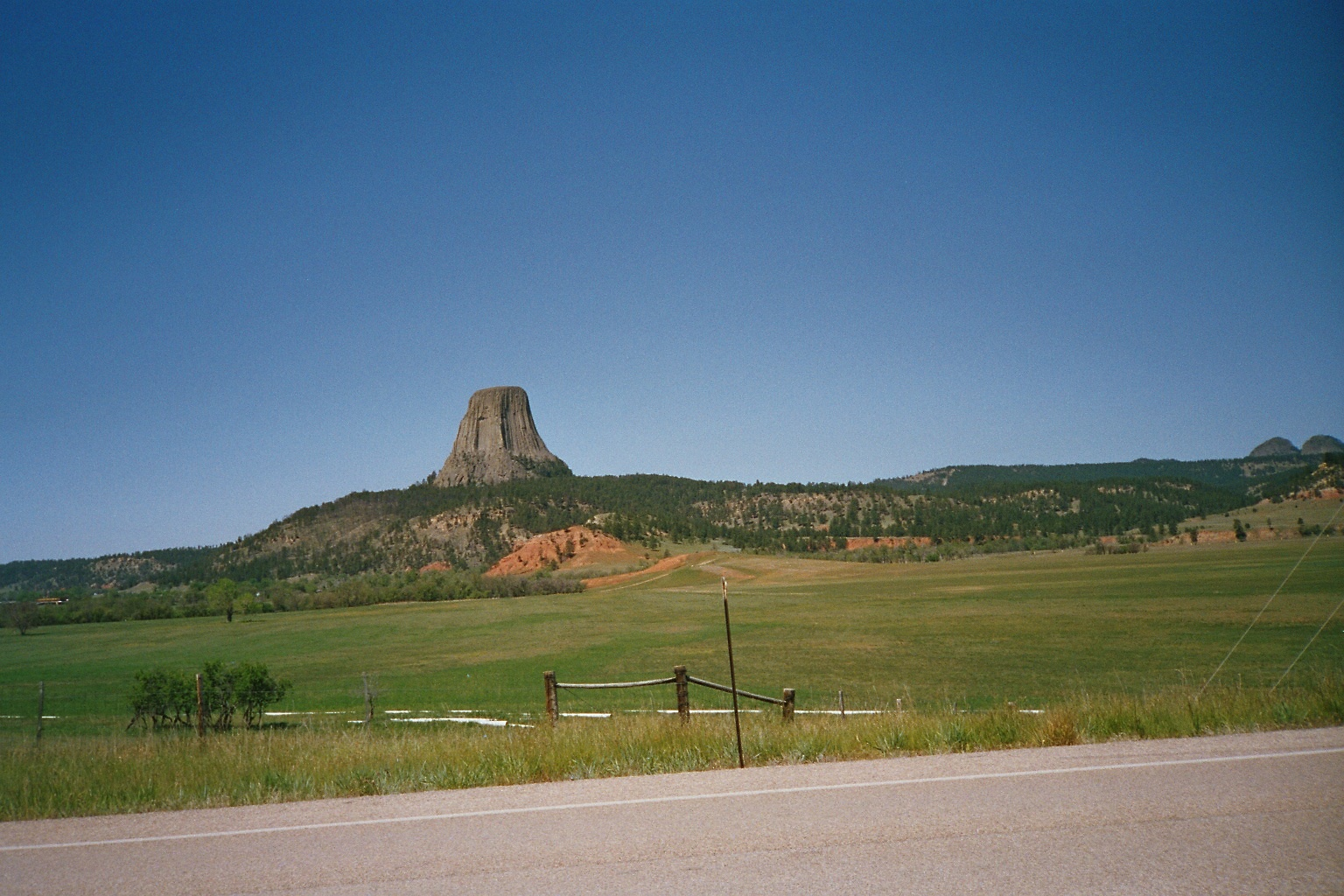
Blick auf den Devils Tower von der SR24N

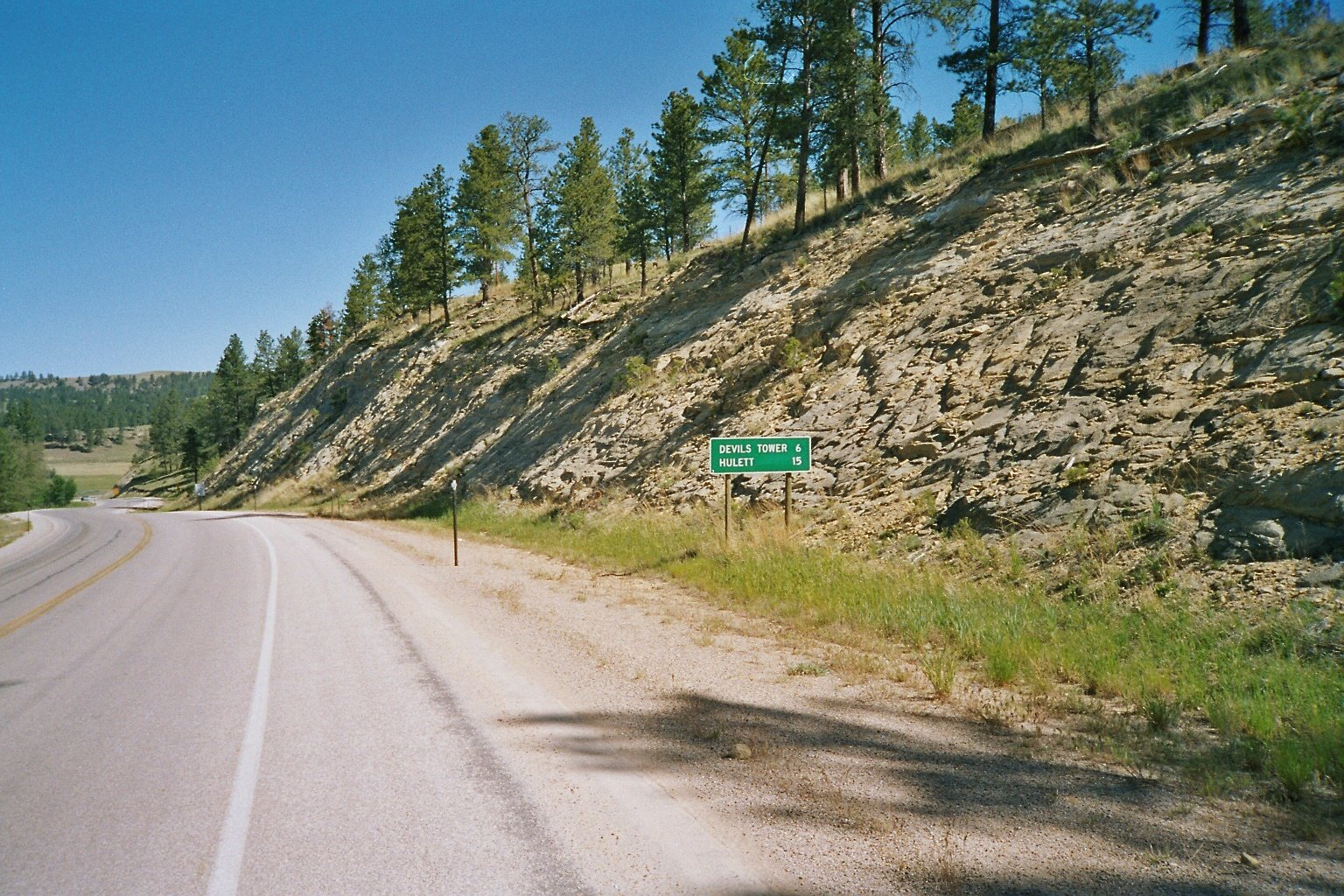
Auf der SR 14N Richtung Devils Tower

Nach der Volkszählung im Jahr 2000 lebten im Crook County 5887 Menschen. Es gab 2308 Haushalte und 1645 Familien. Die Bevölkerungsdichte betrug 1 Einwohner pro Quadratkilometer. Ethnisch betrachtet setzte sich die Bevölkerung zusammen aus 97,86 % Weißen, 0,05 % Afroamerikanern, 1,02 % amerikanischen Ureinwohnern, 0,07 % Asiaten, 0,00 % Bewohnern aus dem pazifischen Inselraum und 0,25 % aus anderen ethnischen Gruppen; 0,75 % stammten von zwei oder mehr ethnischen Gruppen ab. 0,92 % Prozent der Bevölkerung waren spanischer oder lateinamerikanischer Abstammung.
Von den 2308 Haushalten hatten 32,30 % Kinder und Jugendliche unter 18 Jahre, die bei ihnen lebten. 62,30 % waren verheiratete, zusammenlebende Paare, 5,40 % Prozent waren allein erziehende Mütter, 28,70 % waren keine Familien. 24,90 % waren Singlehaushalte und in 10,30 % lebten Menschen im Alter von 65 Jahren oder darüber. Die Durchschnittshaushaltsgröße betrug 2,51 und die durchschnittliche Familiengröße lag bei 3,01 Personen.
Auf das gesamte County bezogen setzte sich die Bevölkerung zusammen aus 26,90 % Einwohnern unter 18 Jahren, 6,60 % zwischen 18 und 24 Jahren, 24,60 % zwischen 25 und 44 Jahren, 27,20 % zwischen 45 und 64 Jahren und 14,70 % waren 65 Jahre alt oder darüber. Das Durchschnittsalter betrug 40 Jahre. Auf 100 weibliche Personen kamen 102,40 männliche Personen, auf 100 Frauen im Alter ab 18 Jahren kamen statistisch 101,80 Männer.
Das jährliche Durchschnittseinkommen eines Haushalts betrug 35.601 USD, das Durchschnittseinkommen der Familien betrug 43.105. USD. Männer hatten ein Durchschnittseinkommen von 34.483 USD, Frauen 18.967 USD. Das Prokopfeinkommen betrug 17.379 USD. 9,10 % der Familien und 7,80 % der Bevölkerung lebten unterhalb der Armutsgrenze. 9,90 % davon waren unter 18 Jahre und 11,80 % waren 65 Jahre oder älter.

## Orte im Crook County
Towns
| - Hulett - Moorcroft - Pine Haven - Sundance |

Census-designated places (CDP)
| - Beulah |

Unincorporated Communitys
| - Aladdin - Alva |